# Typhonia witti
Typhonia witti is een vlinder uit de familie van de zakjesdragers (Psychidae). De wetenschappelijke naam van de soort is voor het eerst geldig gepubliceerd in 2012 door Thomas Sobczyk.

## Type
- holotype: "male, 6-7.V.1999. leg. Mey & Ebert"
- instituut: MNHU, Berlijn, Duitsland
- typelocatie: "Philippines, Luzon, Zambales Mtn., Coto, 250 m"